# Carte SD
Une carte SD (« SD » étant le sigle de l'expression anglaise « Secure Digital ») est une carte mémoire amovible de stockage de données numériques créée en janvier 2000 par une alliance formée entre les industriels Panasonic, SanDisk et Toshiba.
Les cartes SD sont utilisées pour le stockage de fichiers dans les appareils photo numériques, les caméscopes numériques, les systèmes de navigation GPS, les consoles de jeux vidéo, les téléphones mobiles dont les smartphones, ou encore les systèmes embarqués.
Depuis 2010, les cartes SD font office de standard de stockage, à la suite de l'abandon progressif des autres formats, notamment du Memory Stick de Sony. 
Au sein des cartes SD, on distingue plusieurs normes selon les capacités de stockage des cartes : SD (jusqu'à 2 Go), SDHC (Secure Digital High Capacity) (de 2 à 32 Go), SDXC (Secure Digital eXtended Capacity) (de 32 Go à 2 To) et SDUC (Secure Digital Ultra Capacity) (de 2 à 128 To).
Le terme carte SD regroupe 3 différents types de produits : les carte SD, carte miniSD, carte microSD.

## Historique

### La carte SD
En 1999, SanDisk, Matsushita et Toshiba ont choisi de développer et de commercialiser la carte mémoire Secure Digital (SD), dérivée de la carte MultiMediaCard (MMC), qui assure la gestion des droits numériques selon la norme Secure Digital Music Initiative (SDMI).
Elle a été conçue pour concurrencer la Memory Stick, un produit avec DRM (Digital Rights Management =  gestion des droits numériques) que Sony avait lancé l'année précédente. Les concepteurs ont estimé que la prise en charge des DRM induirait une large utilisation par les fournisseurs de musique préoccupés par le piratage.
Le logo SD a été développé à l'origine pour le disque Super Density Disc, qui a échoué dans la guerre du format DVD. C'est pourquoi le D du logo ressemble à un disque optique.
Lors du Consumer Electronics Show (CES) de 2000, les trois sociétés ont annoncé la création de la SD Association (SDA) afin de promouvoir les cartes SD. La SD Association, dont le siège est situé à San Ramon, en Californie (États-Unis), comptait une trentaine de sociétés, à sa création, et compte aujourd'hui environ 1 000 fabricants de produits qui produisent des cartes et des périphériques interopérables. Les premiers échantillons de la carte SD furent disponibles au premier trimestre 2000, et 3 mois plus tard des cartes de 32 et 64 Mo apparaissaient sur le marché.

### La carte miniSD
Le format miniSD a été créé en 2003 par la SD Association. Il est dérivé du format SD classique, mais est physiquement plus petit. Contrairement au format SD, prévu pour une utilisation dans les appareils photo numériques, le format miniSD a été créé pour être utilisé essentiellement dans les téléphones mobiles et les smartphones.
Les cartes miniSD sont totalement compatibles avec les cartes SD, à travers un adaptateur mécanique, généralement fourni avec les cartes.
La carte MiniSD n'est plus fabriquée et est très difficile à trouver
Le format miniSDHC existe aussi : il est dérivé des cartes SDHC et offre les mêmes avantages que ce dernier.

### La carte microSD
Le format microSD a été créé en 2005 par la SD Association. Il s'agit d'une adaptation de la norme TransFlash (T-Flash ou TF), format de cartes mémoire créé par SanDisk. Il est dérivé du format SD classique, mais est physiquement plus petit. Le format SD visait un usage dans les appareils photo numériques et un remplacement éventuel des clés USB ; le format microSD cible les téléphones mobiles, smartphones et tablettes. Il a remplacé rapidement le format miniSD, car il est plus petit et offre les mêmes avantages. Le format microSD est utilisé en 2012 par la majorité des constructeurs de téléphones.
Les cartes microSD sont totalement compatibles avec les cartes SD et les cartes miniSD, à travers un adaptateur mécanique, souvent fourni avec les cartes.

## Carte SD
On distingue plusieurs formes : 
- La carte SD :  24 × 32 × 2,1 millimètres, et pèse 2 grammes. Son volume est de 1 613 mm3
- La carte miniSD : 20 × 21,5 × 1,4 millimètres. Son volume est de 602 mm3
- La carte microSD : 15 × 11 × 1 millimètres. Son volume est de 165 mm3

En 2019, sur le marché on remarque une sur-représentation du format microSD. Le format miniSD est marginal.

### Interopérabilité entre les formats
Afin d'assurer la compatibilité entre les différents formats de carte SD, il existe des adaptateurs permettant de transformer une carte SD de plus petite taille en une carte SD de plus grande taille.

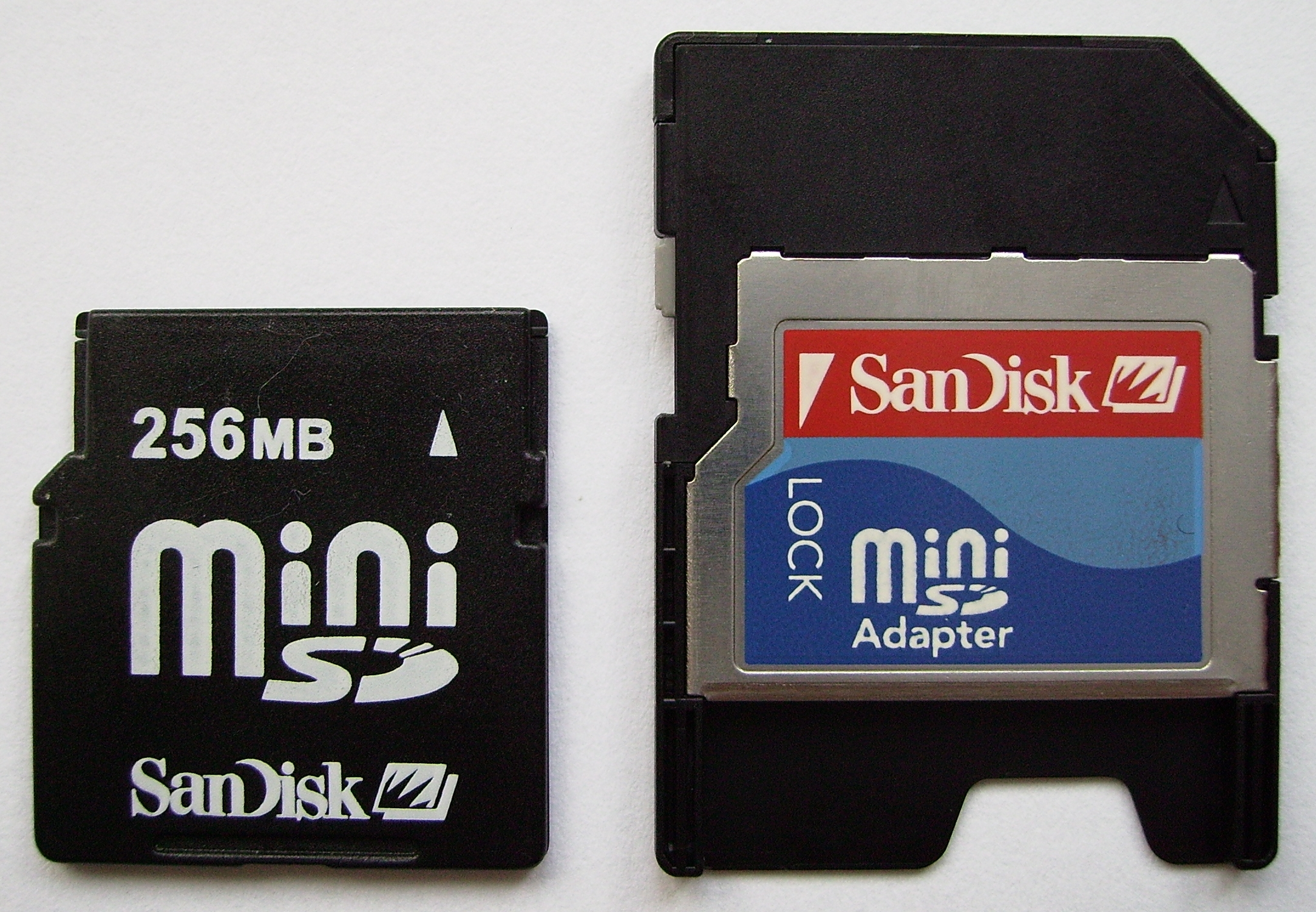
Carte miniSD et adaptateur vers cartes SD
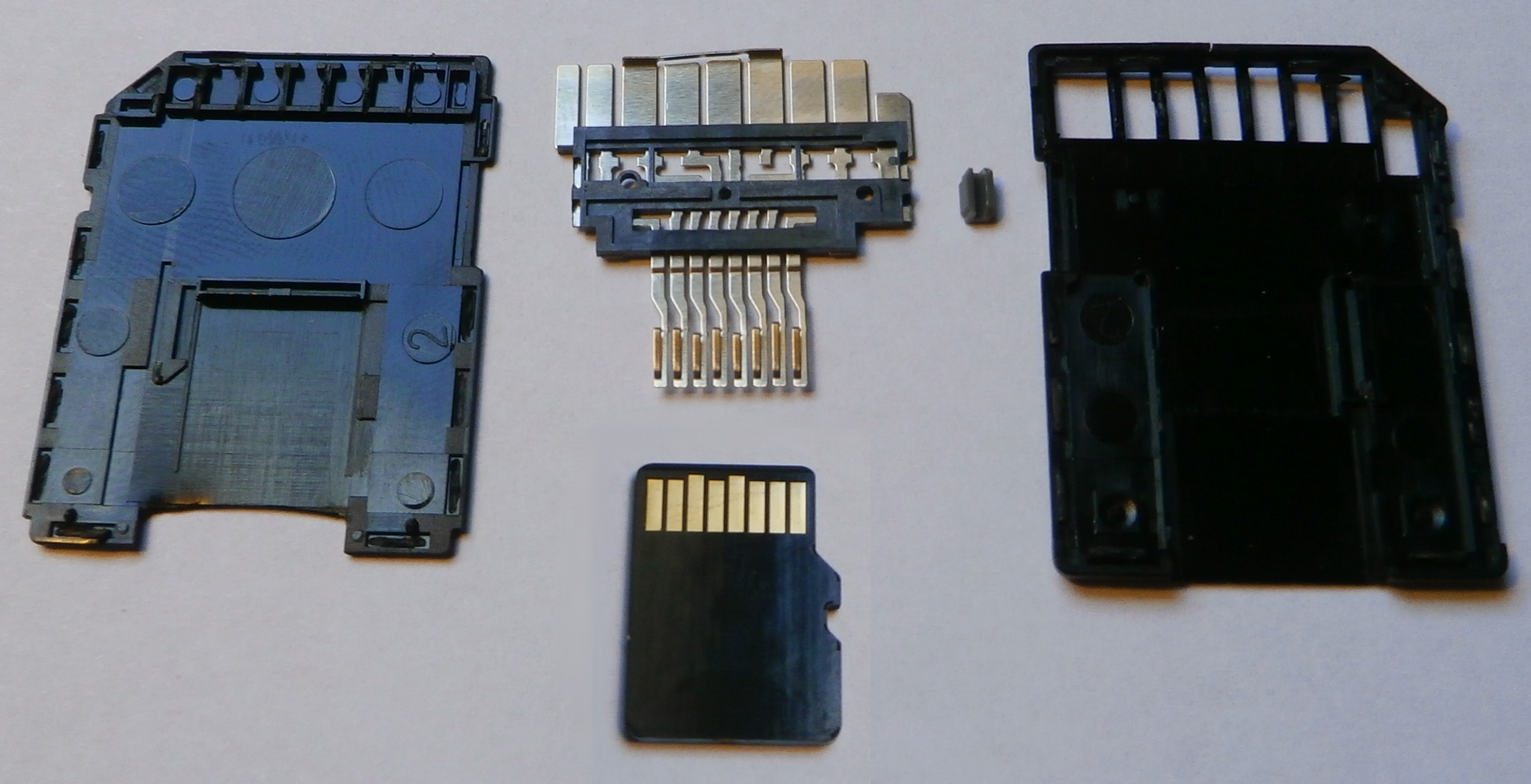
Adaptateur MicroSD vers SD (démonté). La carte MicroSD illustre la position des contacts.

## Fonctionnalités
Compatible avec la carte MMC, elle s’en distingue par la possibilité de chiffrer les données et de gérer les « droits d’auteurs » via le standard Secure Digital Music Initiative (SDMI).
À la différence des mini SD et Micro SD, la carte SD dispose d’une petite glissière sur le côté, permettant d'indiquer que l'utilisateur veut la protéger en écriture. Ce dispositif mécanique, en pratique n'est pas relié à l'électronique de la carte. Il faut donc que le lecteur de carte le détecte et que le système d'exploitation soit conçu pour qu'il offre une réelle protection.
Il existe dans la norme plusieurs moyens de protection électronique du contenu de la carte, entre autres, par l'intermédiaire d'activation de bit dans le registre CSD de la carte. On peut avoir deux types de protection contre l'écriture :
- de manière temporaire avec le bit « Tmp_Write_Protect[1]  »,
- définitive avec le bit « Perm_Write_Protect[2] ». Cette protection étant gérée directement au niveau de la carte SD, toute écriture se trouve interdite, quelle soit la position de la petite glissière ou le système d'écriture utilisé.

## Capacité de stockage
|                             |                             | SD               | SDHC  | SDXC        | SDUC   |
| --------------------------- | --------------------------- | ---------------- | ----- | ----------- | ------ |
| Logo                        |                             |                  |       |             |        |
| Capacité                    | Minimale                    | 128 Mo           | 2 Go  | 32 Go       | 2 To   |
| Capacité                    | Maximale                    | 2 Go             | 32 Go | 2 To        | 128 To |
| Système de fichiers typique | Système de fichiers typique | FAT16 (et FAT12) | FAT32 | FAT32/exFAT | exFAT  |

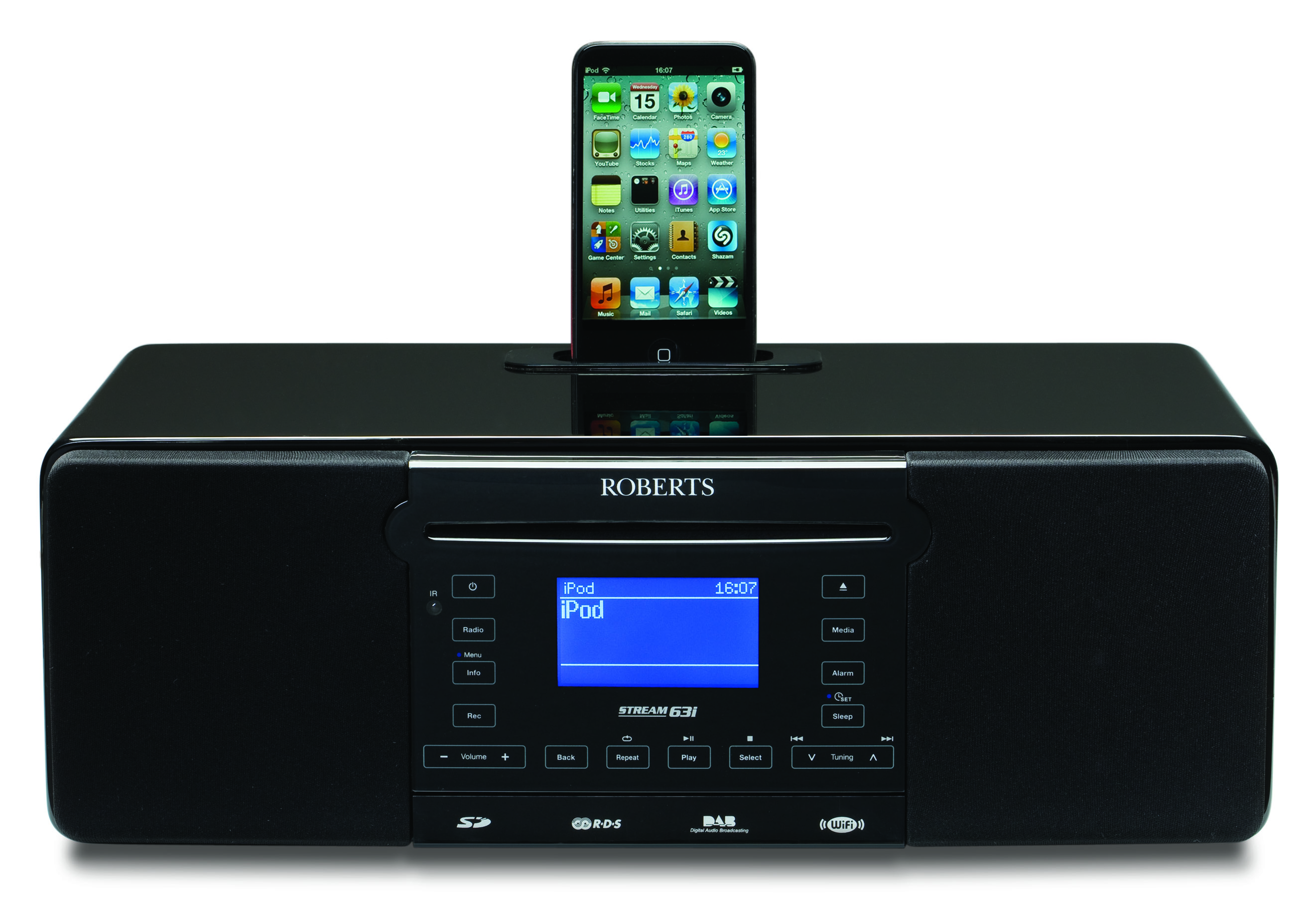
Enregistreur stéreo Wi-Fi/DAB+/FM/CD/MP3/WMA/USB/SDHC/podcast avec baie iPod

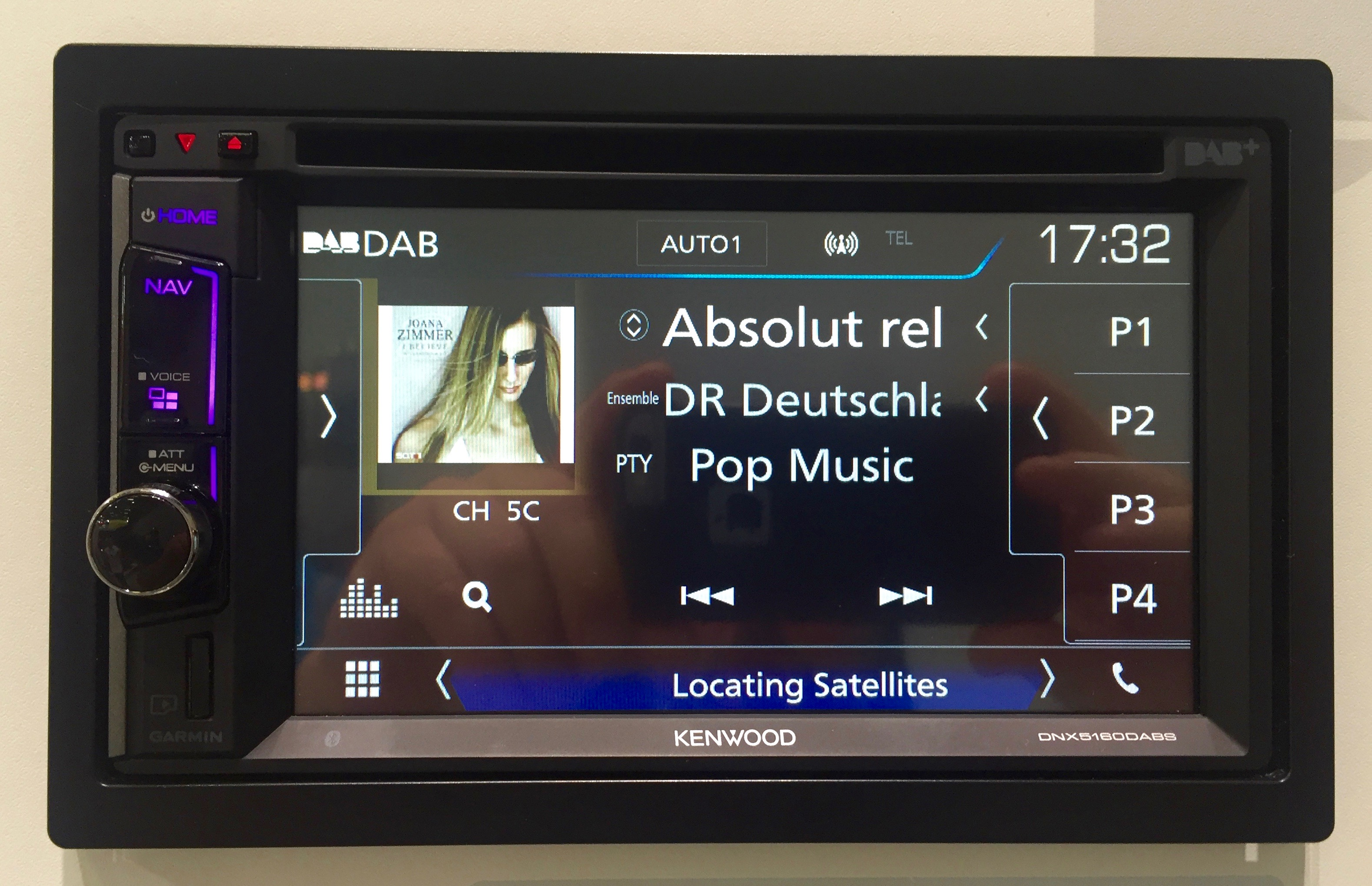
Récepteur DAB+/AM/FM/LW/CD/DVD/USB/microSDHC/GPS/Bluetooth/CarPlay/AndroidAuto

Le standard SD originel (parfois appelé SDSC, SD Standard Capacity) permettait de réaliser des cartes d'une capacité jusqu'à 2 Go.
En 2006, une nouvelle spécification voit le jour : SDHC (SD High Capacity, soit haute capacité). Les cartes SDHC peuvent contenir de 4 Go à 32 Go. Le standard SDHC préconise l'utilisation du système de fichier FAT32. En principe, tout lecteur SD sur lequel rien n’est indiqué quant à la compatibilité SDHC devrait accepter uniquement les cartes SD.
En 2009, la spécification SDXC (SD eXtended Capacity, signifiant « capacité étendue ») propose une capacité maximale de 2 To, et des débits en lecture/écriture allant jusqu'à 104 Mo/s (avec un objectif ultérieur fixé à 300 Mo/s, grâce à la spécification SD 4.0). Le standard préconise le système de fichiers exFAT pour les SDXC.
Depuis 2010, les cartes SDXC de capacité de 48  et   64 Go sont disponibles sur le marché.
En 2013, des SDXC ayant pour capacité 256 Go de différentes marques sont disponibles dans le commerce.

En septembre 2014, SanDisk annonce un modèle de 512 Go.
Techniquement, il n'y a pas de différence dans la méthode de lecture/écriture sur une carte SDXC par rapport à une carte SDHC (ce qui n'est pas le cas avec les cartes SD/MMC). L'identification des cartes SDXC et SDHC est identique, mais différente des cartes SD/MMC. Pour les cartes SDXC/SDHC, à une adresse correspond 512 octets, alors que chaque octet est adressable sur les cartes SD/MMC.
Parfois, seule une adaptation du logiciel pour qu'il supporte exFAT est nécessaire. Mais si le pilote bloque les adresses au-delà des 32 Go du format FAT (adresses > 0x4000000 pour les cartes), il doit être mis à jour.
La lecture est toujours possible, mais on peut aussi l'interdire avec une autre couche de protection utilisant le registre PWD et PWD_LEN qui permettent de définir un mot de passe. La lecture et l'écriture sont impossibles si le mot de passe n'est pas fourni via une commande CMD42. Le mot de passe est stocké de façon volatile sur 16 octets maximum; il n'a pas besoin d'être en ASCII et peut être entièrement binaire (ASCII non imprimable).
La plupart des systèmes n'utilisent pas ces protections électroniques intégrées aux cartes SD, ni le bit indiquant si les données sont une copie ou non.
Les cartes SD sont vendues pré-formatées avec un système de fichiers afin de garantir la compatibilité avec les périphériques (voir le tableau). Rien n'empêche de formater ces cartes dans d'autres formats, mais elles ne seront alors reconnues que par des appareils compatibles, la norme n'obligeant pas les appareils électroniques à supporter d'autres formats que celui de la spécification.

## Caractéristiques techniques

### Mémoire

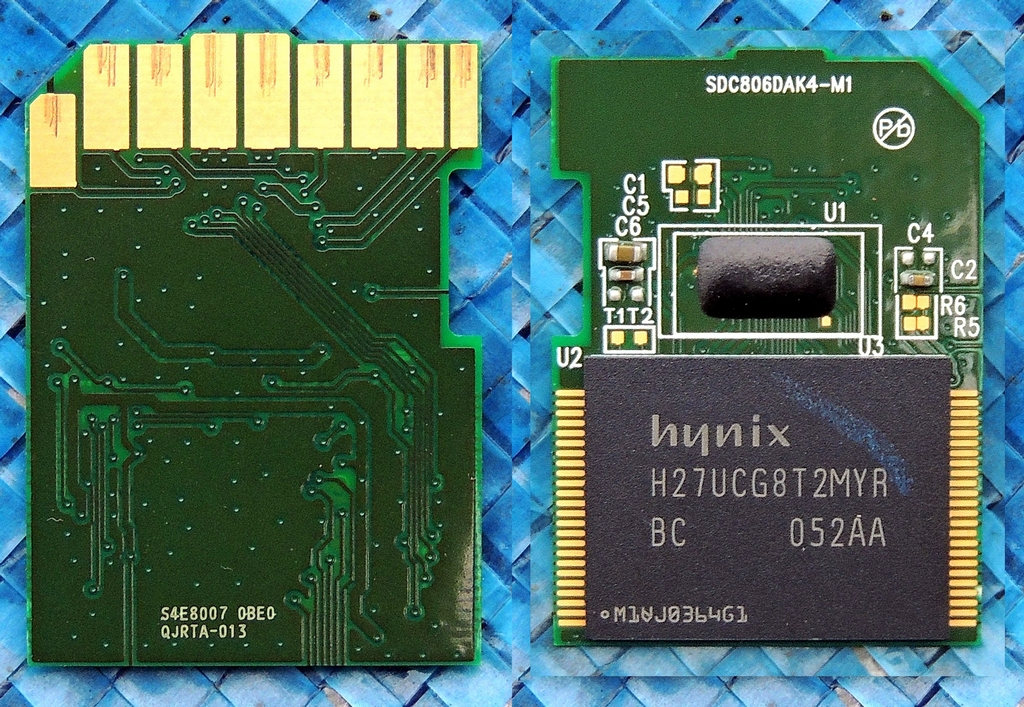
Vue du circuit interne d'une carte SD avec la puce de gestion et l'élément de stockage (ici 8 Go).

Les cartes mémoire utilisent de la mémoire flash NAND. La finesse de la photolithographie (ou « gravure ») de ces puces peut différer d'un fabricant à l'autre. Plus le procédé est fin, plus on peut inclure de transistors sur une galette de silicium.
Les mémoires flash NAND sont de deux types, Multi Level Cell et Single Level Cell :
- les mémoires Single Level Cell sont utilisées pour des cartes hautes performances ;
- les mémoires Multi Level Cell permettent d’atteindre de plus grandes capacités.

### Débit
L'indice de débit en écriture des cartes SD standard était à l'origine exprimé en multiples d'un débit minimal, « 1× » équivalant à 150 ko/s (la même façon de calculer que pour un CD). Les débits en lecture sont en général sensiblement plus élevés que ceux en écriture.
En 2006, sous l’impulsion de la SD Card Association (qui regroupe les constructeurs de cartes SD), il a été décidé de ne plus spécifier la vitesse d’écriture maximale supportée par les cartes SD en multiples, mais d’utiliser le terme « classe » pour indiquer la vitesse d’écriture minimale garantie par ces mêmes cartes, le numéro de classe figurant encerclé par un « C ».
| Classe                |     |     |     |     |
| Débit écriture (Mo/s) | 2   | 4   | 6   | 10  |
| Taux                  | 13× | 26× | 40× | 66× |

Un « test » effectué avec un fichier de 700 Mo sur une microSD SanDisk de 8 Go classe 2 peut donner un débit maximum de 12 Mo/s en écriture — avec des débits moyens de 2 Mo/s minimum — et 19 Mo/s en lecture. La classe est donc une indication du débit minimum mais pas du débit crête. En effet, le débit crête dépasse de plusieurs fois le débit minimum garanti indiqué par la classe. Pour de l'enregistrement vidéo, ce débit minimum garanti peut cependant importer plus que le débit moyen.

#### UHS

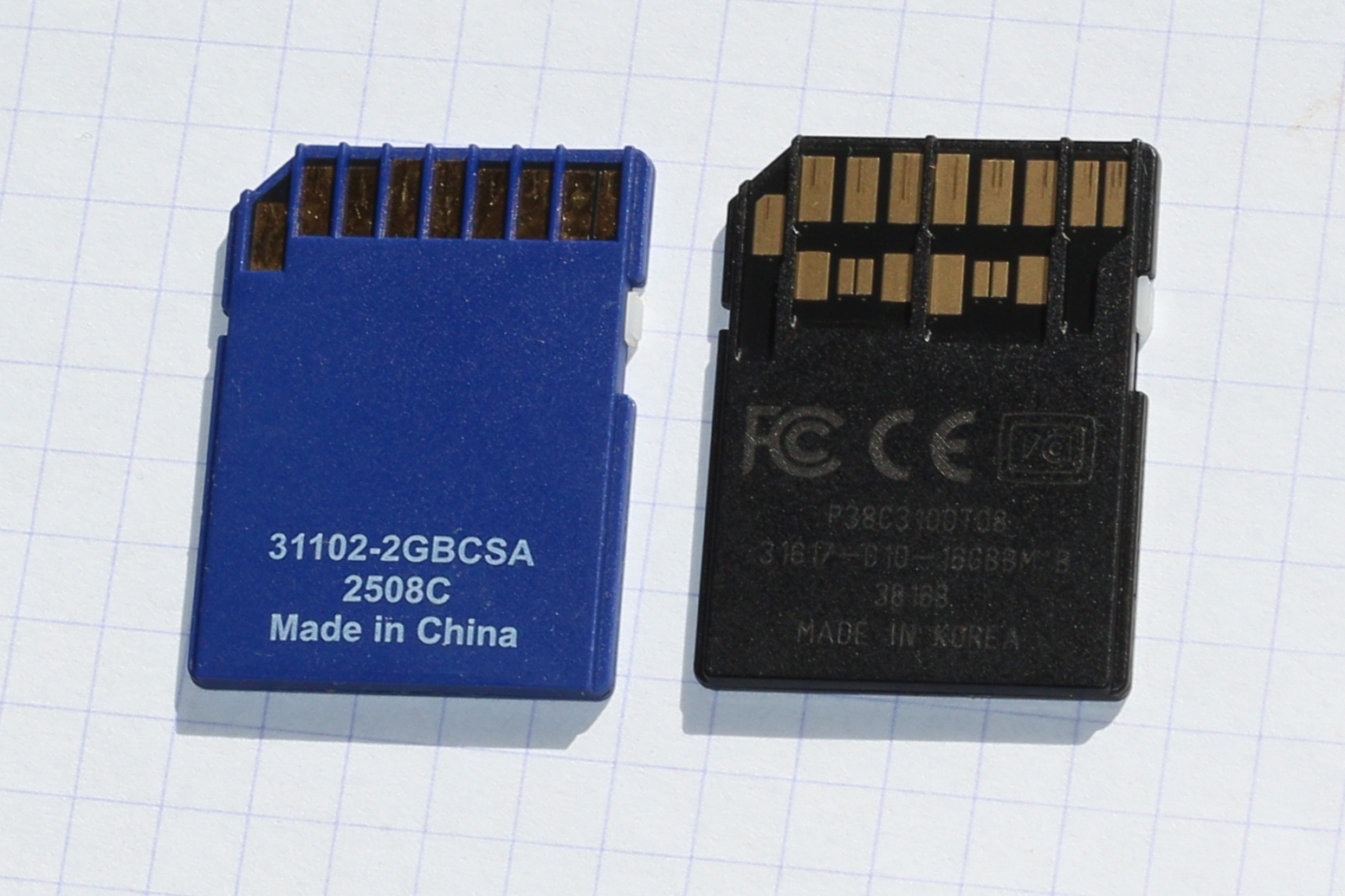
Cartes SD. À gauche avec le connecteur classique, à droite avec le nouveau connecteur UHS-II.

À ces classes viennent s'ajouter les spécifications UHS-I (Ultra High Speed I, ultra haute vitesse 1), dont les technologies de RAM utilisées permettent un débit théorique moyen plus élevé, en fonction du périphérique utilisant la carte.
La seconde version de cette norme UHS-II ajoute une seconde rangée de pins sur la carte, permettant une compatibilité entre les dispositifs et cartes des différentes versions même si les performances ne sont alors plus les mêmes.
Il n'y a donc pas d'incompatibilité entre les différentes normes de vitesses, mais uniquement en fonction de la technologie de capacité des cartes, les cartes SDHC et SDXC ne pouvant pas être utilisées sur des périphériques ne gérant que SD.
| Interface du Bus               | Logo de la carte | Logo du bus | vitesse du bus                                                                 | Version des spécifications |
| ------------------------------ | ---------------- | ----------- | ------------------------------------------------------------------------------ | -------------------------- |
| Vitesse standard               | SD · SDHC · SDXC | —           | 12,5 Mio/s                                                                     | 1.01                       |
| Haute vitesse                  | SD · SDHC · SDXC | —           | 25 Mio/s                                                                       | 1.10                       |
| Très haute vitesse 1 (UHS-I)   | SDHC · SDXC      |             | 12,5 Mio/s (SDR12) 25 Mio/s (SDR25) 50 Mio/s (SDR50, DDR50) 104 Mio/s (SDR104) | 3.01                       |
| Très haute vitesse 2 (UHS-II)  | SDHC · SDXC      |             | 156 Mio/s (FD156) 312 Mio/s (HD312)                                            | 4.00/4.10                  |
| Très haute vitesse 3 (UHS-III) | SDHC · SDXC      |             | 312 Mio/s (FD312) 624 Mio/s (FD624)                                            | 6.0                        |
|                                |                  | express     | 985 MB/s                                                                       | 7.0                        |

### Vitesse
Ces standards définissent la vitesse d'écriture minimale qu'assure la carte qui en est estampillée.
| Vitesse d’écriture séquentielle minimale | Classe de vitesse | Classe haute vitesse | Classe vitesse vidéo | Application |
| ---------------------------------------- | ----------------- | -------------------- | -------------------- | --- |
| 2 Mo/s                                   | Classe 2 (C2)     | -                    | -                    | Enregistrement de vidéos en définition standard. |
| 4 Mo/s                                   | Classe 4 (C4)     | -                    | -                    | Enregistrement de vidéos Haute définition (HD) incluant la Full HD (de 720p à 1080p/1080i).                                                                                     |
| 6 Mo/s                                   | Classe 6 (C6)     | -                    | Classe 6 (V6)        | Enregistrement de vidéos Haute définition (HD) incluant la Full HD (de 720p à 1080p/1080i).                                                                                     |
| 10 Mo/s                                  | Classe 10 (C10)   | Classe 1 (U1)        | Classe 10 (V10)      | Enregistrement de vidéos en Full HD (1080p) et enregistrements HD consécutifs (bus de données High Speed) partage en temps réel et lecture de gros fichiers vidéo HD (bus UHS). |
| 30 Mo/s                                  | -                 | Classe 3 (U3)        | Classe 30 (V30)      | Enregistrement de fichiers vidéo en 4K et 60/120 fps (bus UHS). |
| 60 Mo/s                                  | -                 | -                    | Classe 60 (V60)      | Enregistrement de fichiers vidéo en 8K et 60/120 fps (bus UHS). |
| 90 Mo/s                                  | -                 | -                    | Classe 90 (V90)      | Enregistrement de fichiers vidéo en 8K et 60/120 fps (bus UHS). |

| Classe        | Vitesse d’écriture séquentielle soutenue minimale | Lecture aléatoire minimum | Écriture aléatoire minimum |
| ------------- | ------------------------------------------------- | ------------------------- | -------------------------- |
| Classe 1 (A1) | 10 Mo/s                                           | 1 500 IOPS                | 500 IOPS                   |
| Classe 2 (A2) | 10 Mo/s                                           | 4 000 IOPS                | 2 000 IOPS                 |

Par exemple une carte neuve estampillée classe 10 U1 garantie 10 Mo minimum par seconde en lecture et en écriture. Passée dans un logiciel libre de mesure de vitesse, elle obtient un score de 15 Mo/s en lecture et 16 Mo/s en écriture soit plus de 50% de marge par rapport à la norme. Après 3 ans d'utilisation normale, elle obtient 15 Mo/s et 7 Mo/s en écriture. On constate que la vitesse de lecture est inchangée mais que la vitesse d'écriture est drastiquement réduite (probablement à cause de la gestion des erreurs en lien avec les cellules défectueuses).[réf. nécessaire]

### Capacité
En 2019, les capacités de stockage disponibles sur le marché vont jusqu'à 1 To pour les cartes SDXC (le maximum prévu par la norme étant 2 To).